# Bill Moseley
Bill Moseley (Barrington, Illinois, 11 de Novembro de 1951) é um ator e músico estadunidense, que já atuou em vários filmes de terror clássicos cults, é mais conhecido por seu papel como "Otis" em House of 1000 Corpses, e a continuação The Devil's Rejects atuou também em Repo! The Genetic Opera. Seu primeiro grande papel foi em The Texas Chainsaw Massacre 2 como "Chop Top".

## Filmografia
- The Texas Chainsaw Massacre 3D (2012)
- The Graves (2010)
- 2001 Maniacs: Field of Screams (2010)
- Night of the Living Dead: Origins 3D (2010)
- Dead Air (2009)
- The Haunted World of El Superbeasto (2009)
- The Devil's Tomb (2009)
- Repo! The Genetic Opera (2008)
- Alone in the Dark II (2008)
- The Alphabet Killer (2008)
- Babysitter Wanted (2008)
- House (2008)
- Dead Air (2008)
- Halloween (2007)
- Grindhouse (2007)
- Thr3e (2007)
- Homesick (2007)
- The Devil's Rejects (2005)
- Anderson's Cross (2004)
- Vicious (2003)
- House of 1000 Corpses (2003)
- Live from Baghdad (2002, para TV)
- Essence of Echoes (2002)
- The Convent (2000)
- Evil Ed (1997, voz)
- Prehysteria! 3 (1995)
- Blood Run (1994, para TV)
- Mr. Jones (1993)
- Honey, I Blew Up the Kid (1992)
- Inside Out 2 (1992)
- White Fang (1991)
- Night of the Living Dead (1990)
- The End of Innocence (1990)
- The First Power (1990)
- Crash and Burn (1990)
- Silent Night, Deadly Night 3: Better Watch Out! (1989)
- Pink Cadillac (1989)
- The Blob (1988)
- Mamba (1988)
- The Texas Chainsaw Massacre 2 (1986)
- Osa (1985)
- Endangered Species (1982)